# Sandro Bloudek
Sandro Bloudek (Zenica, 16 febbraio 1986) è un allenatore di calcio ed ex calciatore sloveno, di ruolo centrocampista, vice allenatore dell'Al-Wahda.

## Caratteristiche tecniche
Gioca come trequartista.

## Carriera

### Club
Nella stagione 2003-2004 gioca nelle giovanili degli sloveni del Maribor, mentre nella stagione 2004-2005 e nella stagione 2005-2006 gioca nella Primavera del Milan. Nell'estate del 2006 viene ceduto in prestito alla Pistoiese, squadra di Serie C1, con cui rimane fino al gennaio del 2007 giocando 6 partite di campionato; termina poi la stagione alla Cremonese, con cui gioca altre 10 partite in Serie C1 segnando anche una rete. Nell'estate del 2007 i rossoneri lo cedono invece in prestito al Lecco, con la cui maglia Bloudek nella stagione 2007-2008 gioca altre 3 partite nel campionato di Serie C1; rimane nella squadra lombarda fino al gennaio del 2008, quando viene ceduto in prestito al Chiasso, società con la quale nella seconda parte della stagione disputa 14 incontri nella seconda divisione svizzera. Il Milan lo cede in prestito anche per la stagione 2008-2009, al Varteks Varaždin, club della prima divisione croata, con cui il trequartista gioca 17 partite di campionato senza mai segnare. Nell'estate del 2009 viene ceduto a titolo definitivo al Varteks Varazdin, con cui nella stagione 2009-2010 gioca altre 2 partite nel campionato croato; nell'agosto del 2009 a campionato iniziato passa al Sebenico, con cui termina la stagione giocando altre 13 partite ed ottenendo la qualificazione alla successiva edizione dell'Europa League. Nella stagione 2010-2011 gioca ancora al Sebenico, con cui oltre a giocare 3 partite in campionato segna un gol in 4 presenze nei turni preliminari di Europa League.
Nella stagione 2011-2012 realizza 5 reti in 25 partite nella seconda divisione belga col Leuven, mentre l'anno seguente dopo essere inizialmente rimasto svincolato si accasa al Fortuna Sittard, con cui milita dal marzo del 2012 al termine della stagione 2011-2012 e con cui disputa una partita nella seconda divisione olandese. A fine stagione torna in patria, firmando un contratto col Široki Brijeg, con cui nella stagione 2012-2013 gioca 3 partite nella prima divisione bosniaca e 2 partite nei turni preliminari di Europa League. Successivamente nel gennaio del 2013 viene ceduto agli sloveni dell'Aluminij, con cui nella seconda parte della stagione mette a segno 2 reti in 14 presenze nella prima divisione slovena e 2 partite in Coppa di Slovenia. Rimane in squadra anche nella stagione successiva, nella quale segna un gol in 9 presenze nella seconda divisione slovena ed una partita in Coppa di Slovenia; nel gennaio del 2014 passa all'Heiligenkreuz, con cui gioca 7 partite nella quarta divisione austriaca. Gioca nelle serie minori austriache anche nelle stagioni successive, prima al Mettersdorf e poi al Gamlitz, chiudendo infine la carriera nel 2018 dopo una stagione al Bistrica.

### Nazionale
Nel 2002 ha segnato 2 gol in 3 presenze nella nazionale slovena Under-17; nel 2004 ha invece giocato 2 partite con l'Under-19.

## Palmarès

### Club

#### Competizioni nazionali
- Coppa di Bosnia: 1

Široki Brijeg: 2012-2013